# Jackie Sheldon
John „Jackie“ Sheldon (* 11. Februar 1888 in Clay Cross; † 19. März 1941 in Manchester) war ein englischer Fußballspieler. Der Rechtsaußen spielte zu Beginn des 20. Jahrhunderts sowohl für Manchester United und den FC Liverpool. Er war dazu im Jahr 1915 die zentrale Figur in einem Skandal, der eine illegale Absprache anlässlich einer Partie zwischen den beiden Klubs zum Inhalt hatte.

## Sportlicher Werdegang
Sheldons Profikarriere begann nach ersten Schritten bei Bedford Town und Nuneaton Town im November 1909 bei Manchester United. Dort konnte sich der Rechtsaußen jedoch nur selten der mannschaftsinternen Konkurrenz in Gestalt des „Superstars“ Billy Meredith erwehren. Er kam in insgesamt vier Jahren nur auf 26 Erstligaeinsätze und auch sein Beitrag zum Gewinn der Meisterschaft im Jahr 1911 war mit fünf Partien zu wenig für den offiziellen Erhalt einer Meistermedaille. Ende November 1913 zog er so für eine Ablösesumme von 300 Pfund zum Erstligakonkurrenten FC Liverpool.
Nach seiner Ankunft in Liverpool verpasste er für den Rest der Saison 1913/14 nur drei Ligapartien und Sheldon absolvierte dazu acht Spiele im FA Cup, einschließlich des Endspiels, das jedoch mit 0:1 gegen den FC Burnley verloren ging. Mit einer Körpergröße von unter 1 Meter 70 war Sheldon zwar oft der kleinste Fußballer auf dem Feld, aber mit seinem Trickreichtum, schnellen Haken und Finten, verschaffte er sich oft Vorteile in direkten Duellen mit Abwehrspielern und bereitete dazu von der Außenposition mit präzisen Hereingaben eine Reihe von Toren im Zentrum vor. Im Verlauf der letzten Spielzeit 1914/15 vor der kriegsbedingten Unterbrechung etablierte er sich weiter und nur Jimmy Nicholl kam auf mehr Einsätze bzw. Fred Pagnam und Tom Miller für die „Reds“ zu mehr Toren. Überschattet wurde diese Errungenschaft dann jedoch von einer illegalen Absprache an Karfreitag 1915 anlässlich eines Spiels des FC Liverpool gegen das mittlerweile abstiegsbedrohte Manchester United. Sheldon galt aufgrund seiner Verbindung zum Ex-Klub als maßgeblicher Verhandler zwischen den beteiligten „Mitverschwörern“ Tom Miller, Tom Fairfoul und Bob Pursell auf Liverpooler Seite sowie drei weiteren Akteuren von Manchester United. Während des Ersten Weltkriegs diente Sheldon in Frankreich und reklamierte zu dieser Zeit stets seine Unschuld im genannter Affäre. Im Jahr 1917 gestand er während des Prozesses gegen Enoch West dann doch, den Spielausgang von 2:0 für Manchester United mit den beschuldigten Spielern abgesprochen zu haben. Nach dem Ende des Kriegs wurde die ursprünglich lebenslange Sperre von Sheldon, der in den Kampfhandlungen verwundet worden war, aufgehoben mit Verweis auf dessen Verdienste für das Land. So verbrachte Sheldon nach Wiederaufnahme des Spielbetriebs ab 1919 zwei weitere Jahre in Liverpool und absolvierte 72 von 84 möglichen Ligapartien. Bei dem letzten Einsatz am 16. April 1921 gegen Derby County brach er sich im Duell mit Harry Storer sein linkes Bein derart kompliziert, dass seine aktive Fußballerkarriere damit beendet war.
Knapp zwei Jahrzehnte später verstarb Sheldon 53-jährig im März 1941 in Manchester.